# Пирамида на Цестий
Пирамидата на Цестий (на италиански: Piramide di Caio Cestio или Piramide Cestia) e запазена до днес древна пирамида в Рим, построена между 18 и 12 пр.н.е. по времето на император Август от Гай Цестий Епулон (+ 12 пр.н.е.), претор и народен трибун през 43 пр.н.е. и член на жреческата колегия Septemviri epulonum.
Пирамидата е 36,4 м висока и дълга 29,5 м. Вътре се намира гробна камера 4,10 на 5,95 м голяма и 4,80 м висока с останки от фрески.
На мавзолея пише:
C(aius) CESTIUS L(ucii) F(ilius) POB(lilia) EPULO PR(aetor) TR(ibunus) PL(ebis)
VII VIR EPULONUM